# Iasna Poleana, Burgas
Iasna Poleana (în bulgară Ясна Поляна) este un sat în comuna Primorsko, regiunea Burgas,  Bulgaria. 

## Demografie
Componența etnică a satului Iasna Poleana
     Romi (1,6%)
     Turci (1,46%)
     Bulgari (37,13%)
     Nicio identificare (59,79%)
La recensământul din 2011, populația satului Iasna Poleana era de 684 locuitori. Nu există o etnie majoritară, locuitorii fiind bulgari (37,13%), romi (1,6%) și turci (1,46%). Pentru 59,79% din locuitori nu este cunoscută apartenența etnică.